# 토론토 대학교
토론토 대학교(University of Toronto, U of T)는 캐나다 온타리오주 토론토에 있는 연구 중심 공립 대학이다. 토론토 대학교는 다운타운 세인트 조지(St. George) 캠퍼스를 중심으로 미시사가, 스카보로 분교 등 총 3개의 캠퍼스로 이루어져 있으며, 맥길 대학교, 브리티시 컬럼비아 대학교와 함께 캐나다를 대표하는 3대 명문 대학 중 하나이다. 또한, 캐나다 최대 규모이자 북미에서 하버드와 예일 다음으로 세번째로 많은 천 이백만권 이상의 장서를 보유한 44개의 도서관 시설을 갖추고 있다.
1827년에 설립되어 오랜 역사를 지닌 이 대학은 문학평론과 통신이론 분야에 한 획을 그은 토론토 학파(Toronto School)로 유명하다. 인슐린과 줄기세포 연구, 최초의 실용 전자 현미경, 멀티터치 기술 및 NP-완전 개념의 발상지이기도 하다. 토론토대는 현재까지 12명의 노벨상 수상자, 6명의 튜링상 수상자, 1명의 필즈상 수상자, 캐나다 총리 5명, 캐나다 총독 3명, 해외 국가원수 9명 및 대법원 대법관 17명을 배출했다. 토론토 대학교는 맥길 대학교와 같이 미국 대학 협회 구성원 중에 유일한 두 개의 외국 대학이다.

## 칼리지 시스템

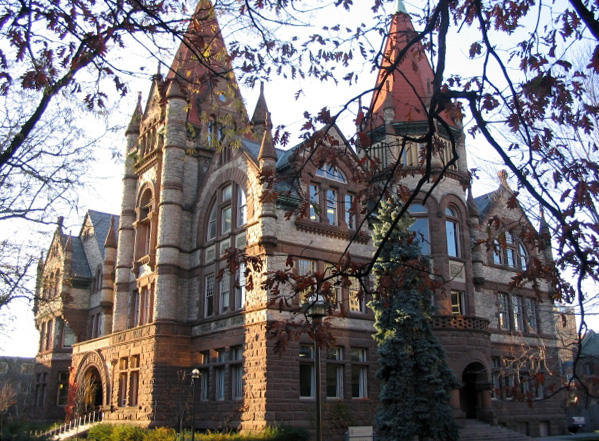
빅토리아 칼리지

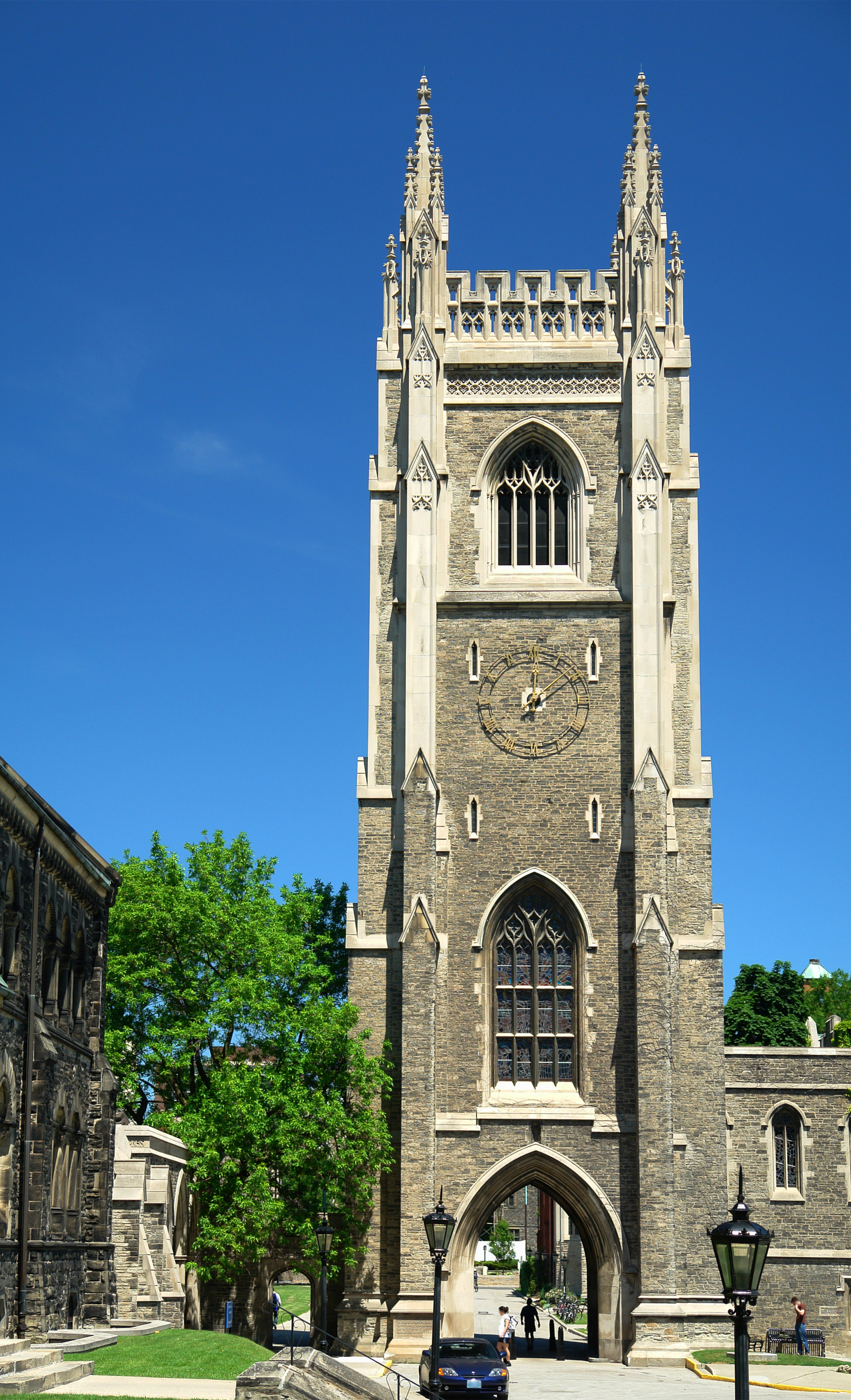
캠퍼스 내 전사자의 탑 (Soldier's Tower)

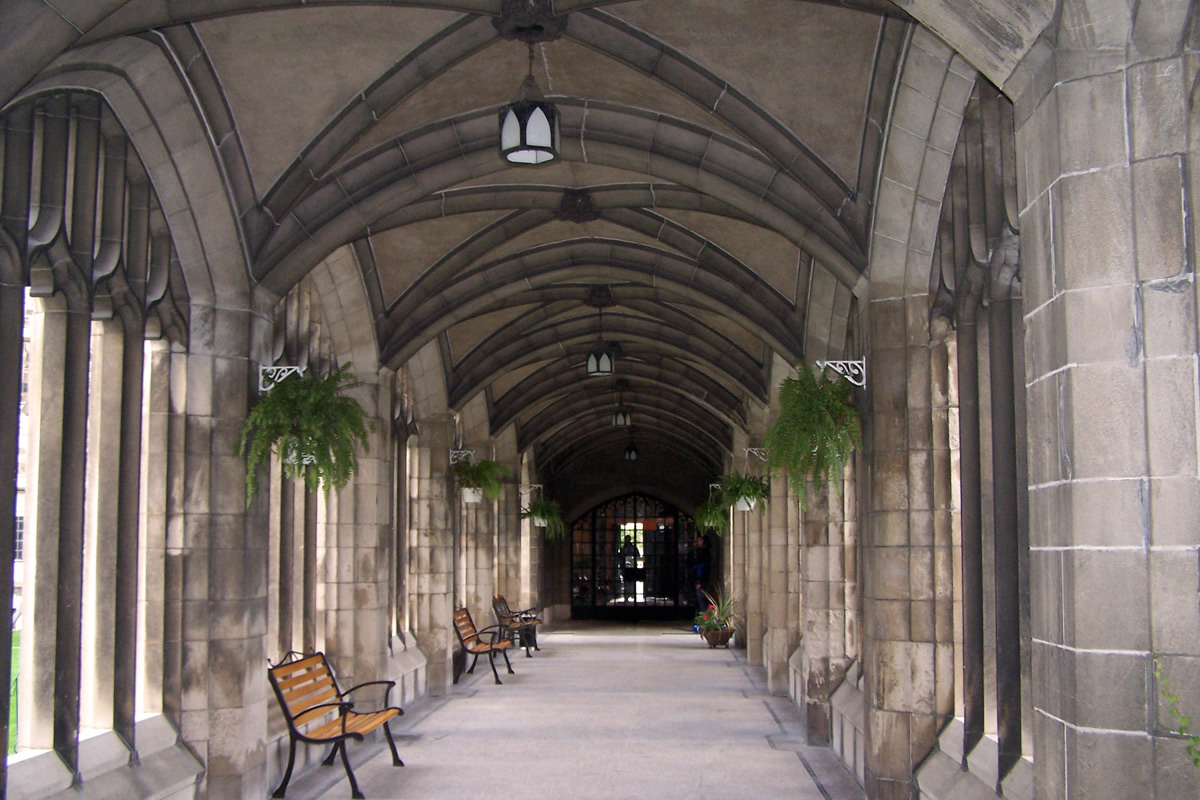
낙스 칼리지

토론토 대학은 영국의 옥스포드나 케임브리지 대학처럼 총 12개의 칼리지들로 구성되어 있다. 일반 학부생들은 트리니티 칼리지, 빅토리아 칼리지, 세인트 마이클스 칼리지, 뉴 칼리지, 우즈워스 칼리지, 유니버시티 칼리지나 이니스 칼리지에 소속하며 대학원생들에게는 따로 기숙사 역할을 하는 매시 칼리지가 있다. 신학을 공부하는 학생들을 위해서는 대학원 과정인 낙스 칼리지, 임마누엘 칼리지, 리지스 칼리지와 위클리프 칼리지가 있다. 칼리지들은 각각 고유의 역사와 전통이 있으며 신입생 정원도 다르다.
학부 신입생 입학 성적으로는 신입생 정원이 약 400명인 트리니티 칼리지가 가장 높다고 한다.
대부분의 학부 과목들은 칼리지 구분없이 여러 칼리지 학생들이 다 같이 들으나 일부 세미나 과목들과 프로그램들은 특정 칼리지들이 주관한다. 트리니티와 빅토리아 등의 일부 칼리지들은 독립적인 신학대학원을 운영하면서 신학 석박사 과정을 제공하기도 한다.

## 역사
1827년 3월 15일에 영국왕 조지 4세의 명령으로 어퍼 캐나다(upper Canada)의 수도이던 요크타운(현재 토론토)에 킹스 칼리지(King's College)로 설립과 허가되었다. 태초에 킹스 칼리지는 영향력있는 영국 성공회 토론토 주교 존 스트란(John Strachan)의 지휘 아래 영국 성공회 및 식민지 지도층과 연관되어 있는 종교적인 학교였다. 개혁파 정치인들은 이에 반발하였고 1849년 오랜 토론 끝에 어퍼 캐나다 정부가 킹스 칼리지를 토론토 대학교(University of Toronto)로 개명하기로 투표하였다. 이에 분개한 존 스트란은 1851년 트리니티 칼리지를 사립 성공회 신학교로 설립하였고 2년 후에 유니버시티 칼리지가 토론토 대학의 무교파 교육기관으로 탄생했다.
1843년에 의과대학이 설립되었고 1878년 실용과학부(School of Practical Science)가 현재 공과대학의 시초로 설립되었다. 1887년 법과대학이 설립되고 1888년 치과대학이 융합되면서 종합대학이 되었다.
1890년 큰 화재 사고가 유니버시티 칼리지 안에서 일어나 33,000권의 도서관 장서량을 잃었으나 2년 안에 건물들과 도서관을 회복했다. 이후 20년 동안에 성공회 트리니티 칼리지, 감리교 빅토리아 칼리지와 천주교 세인트 마이클스 칼리지를 포함한 여러 종교적인 칼리지들과 연맹을 이루면서 현재의 칼리지 시스템이 만들어졌다.
1901년에 토론토 대학교 출판사(University of Toronto Press)가 캐나다 최초의 학술 출판사로 창립되었고 1907년에 산림대학이 캐나다 최초의 산림학을 가르치는 대학 학과로 개설되었고, 1910년에 교육대학이 부속 중등학교를 세웠다. 1964년에 동쪽 스카보로 분교, 1967년에 서쪽 미시사가 분교를 지었다. 토론토 대학은 캐나다 최초로 10억 캐나다 달러 이상의 기부금을 받았던 대학이다. 현재 세인트 조지 캠퍼스 학부와 대학원 학생수가 62,864명에 이르는 (분교까지 포함하면 93,081명) 대규모 학교가 되었다.

## 구성
토론토 대학의 구성은 다음과 같다.
- 학부와 대학원 과정 제공:

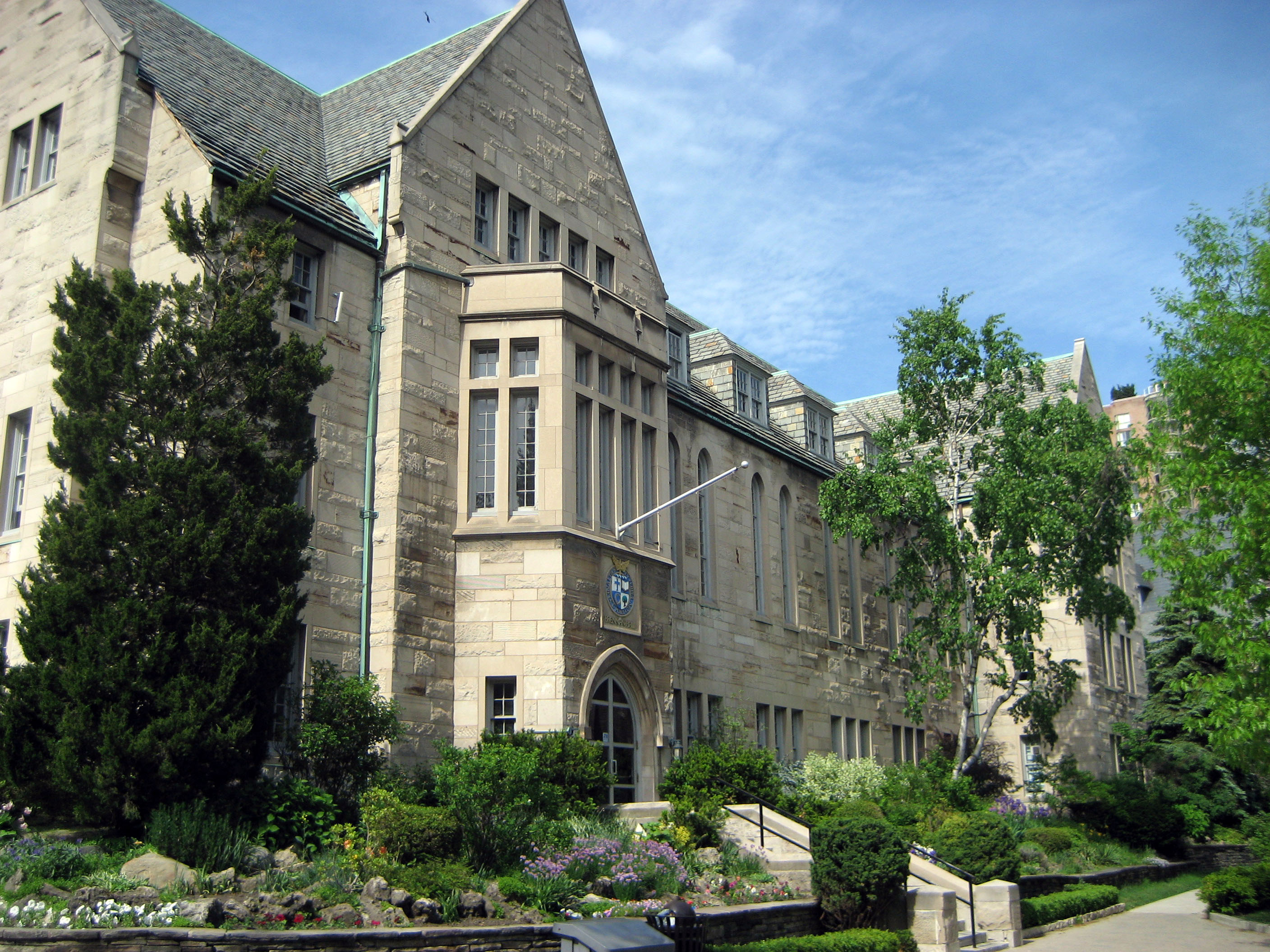
세인트 마이클스 칼리지

  - 문리대학/대학원 (Faculty of Arts and Sciences)
  - 공학응용과학대학 (Faculty of Applied Science and Engineering)
  - 경영대학 (Rotman School of Management)
  - 건축디자인대학 (Faculty of Architecture, Landscape and Design)
  - 음악대학 (Faculty of Music)
  - 교육대학 (Ontario Institute for Studies in Education)
  - 산림대학 (Faculty of Forestry)
  - 체육대학 (Faculty of Kinesiology and Physical Education)

- 대학원:
  - 정보학대학원 (Faculty of Information)
  - 의과대학원 (Faculty of Medicine)
  - 간호대학원 (Faculty of Nursing)
  - 약학대학원 (Faculty of Pharmacy)
  - 치과대학원 (Faculty of Dentistry)
  - 공공보건대학원 (Dalla Lana School of Public Health)
  - 법과대학원 (Faculty of Law)
  - 사회복지대학원 (Faculty of Social Work)
  - 신학대학원 (Toronto School of Theology)

## 교육과 연구

### 평가
각종 세계대학 랭킹에서 상위권에 랭크되고 있다.
|                            | 세계 순위 | 국내 순위 | 국내 순위 | 국내 순위 |
| -------------------------- | --------- | --------- | --------- | --------- |
| 타임즈 고등교육 (THE)      | 18        | 1         | 1         | 1         |
| U.S. 뉴스 & 월드 리포트    | 16        | 1         | 1         | 1         |
| QS 세계 대학 랭킹          | 34        | 2         | 2         | 2         |
| ARWU                       | 22        | 1         | 1         | 1         |
| Maclean's Medical/Doctoral |           | 2         | 2         | 2         |

## 갤러리

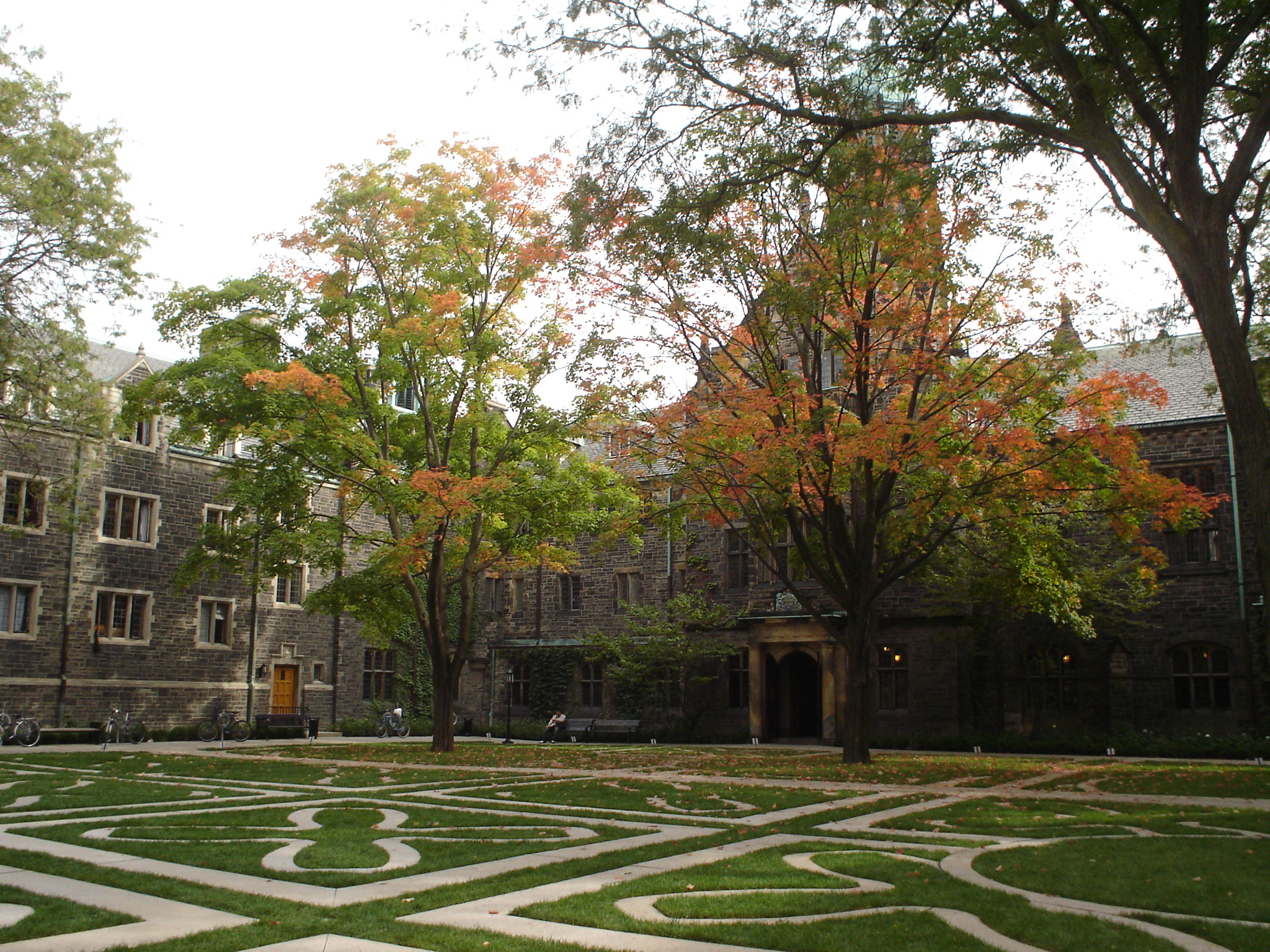
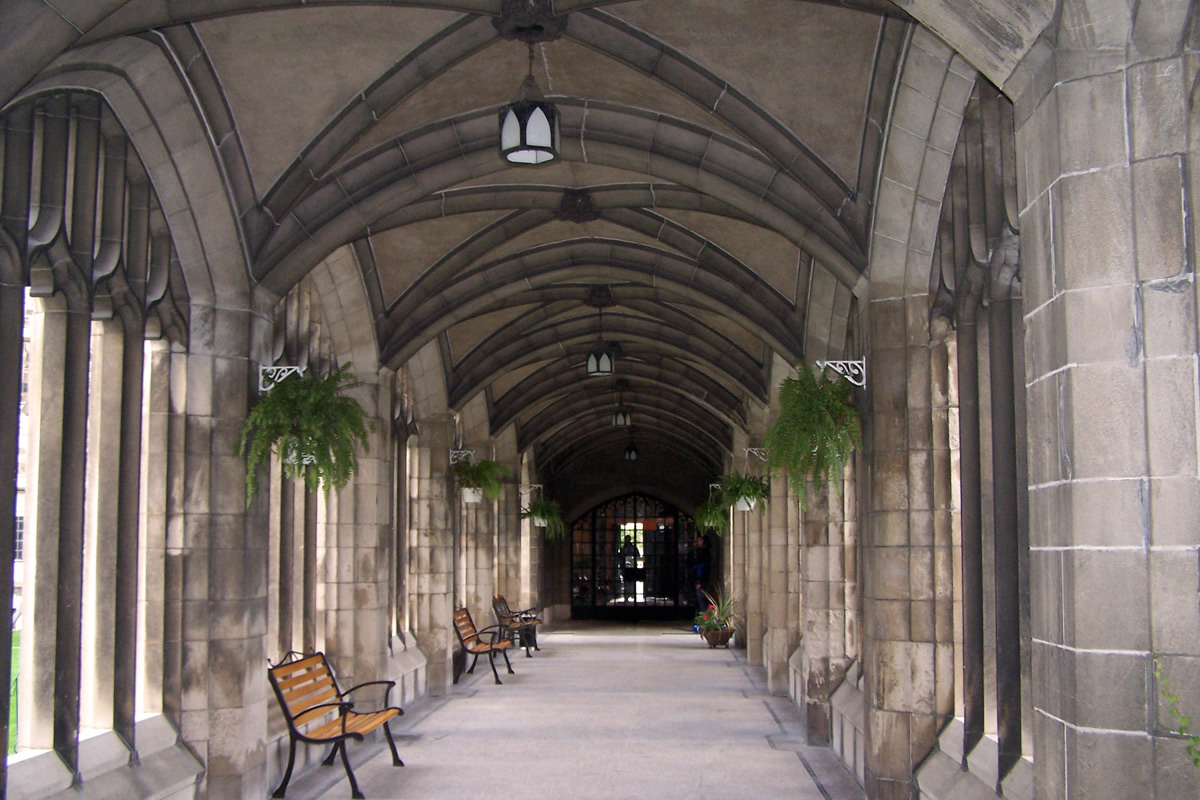
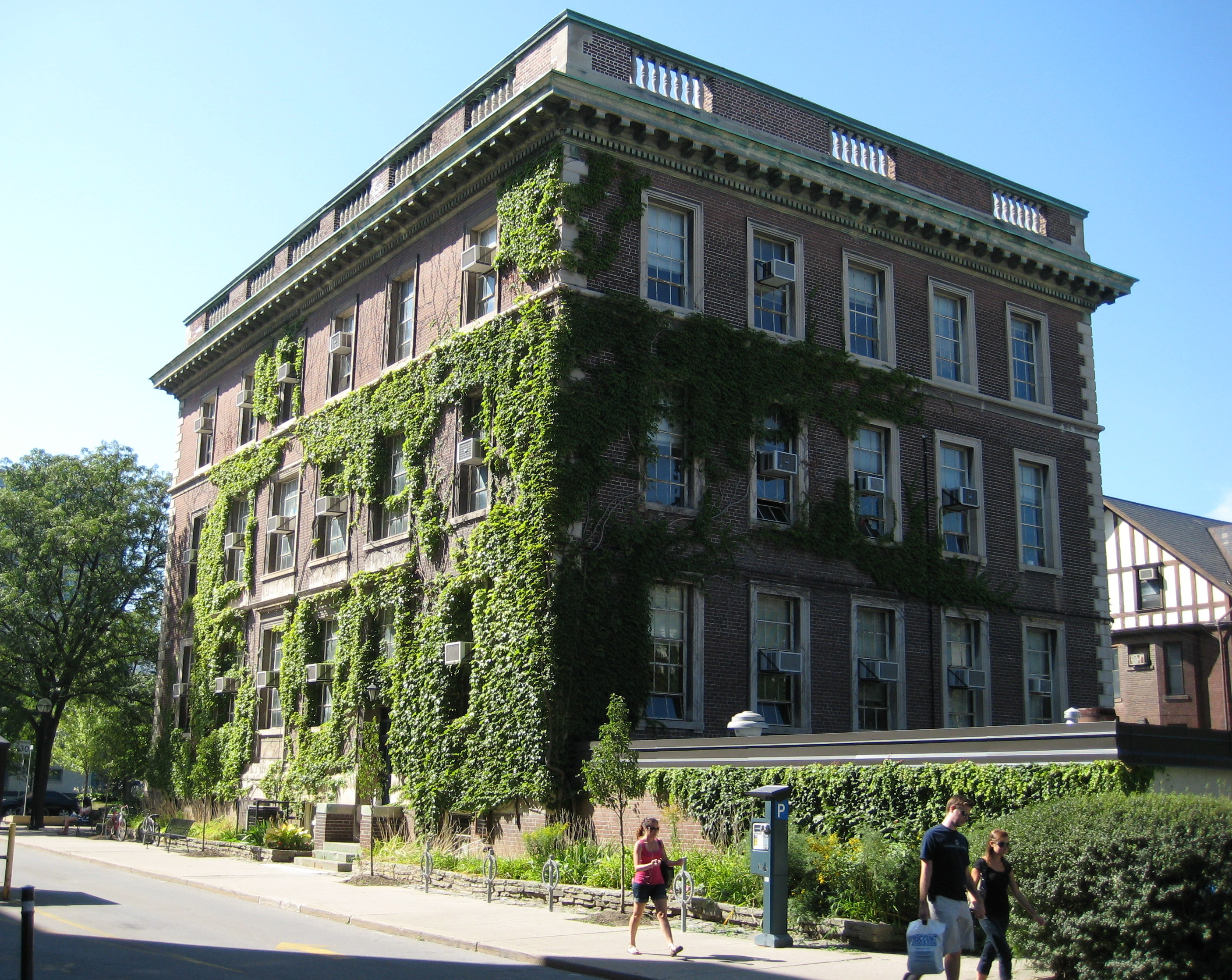
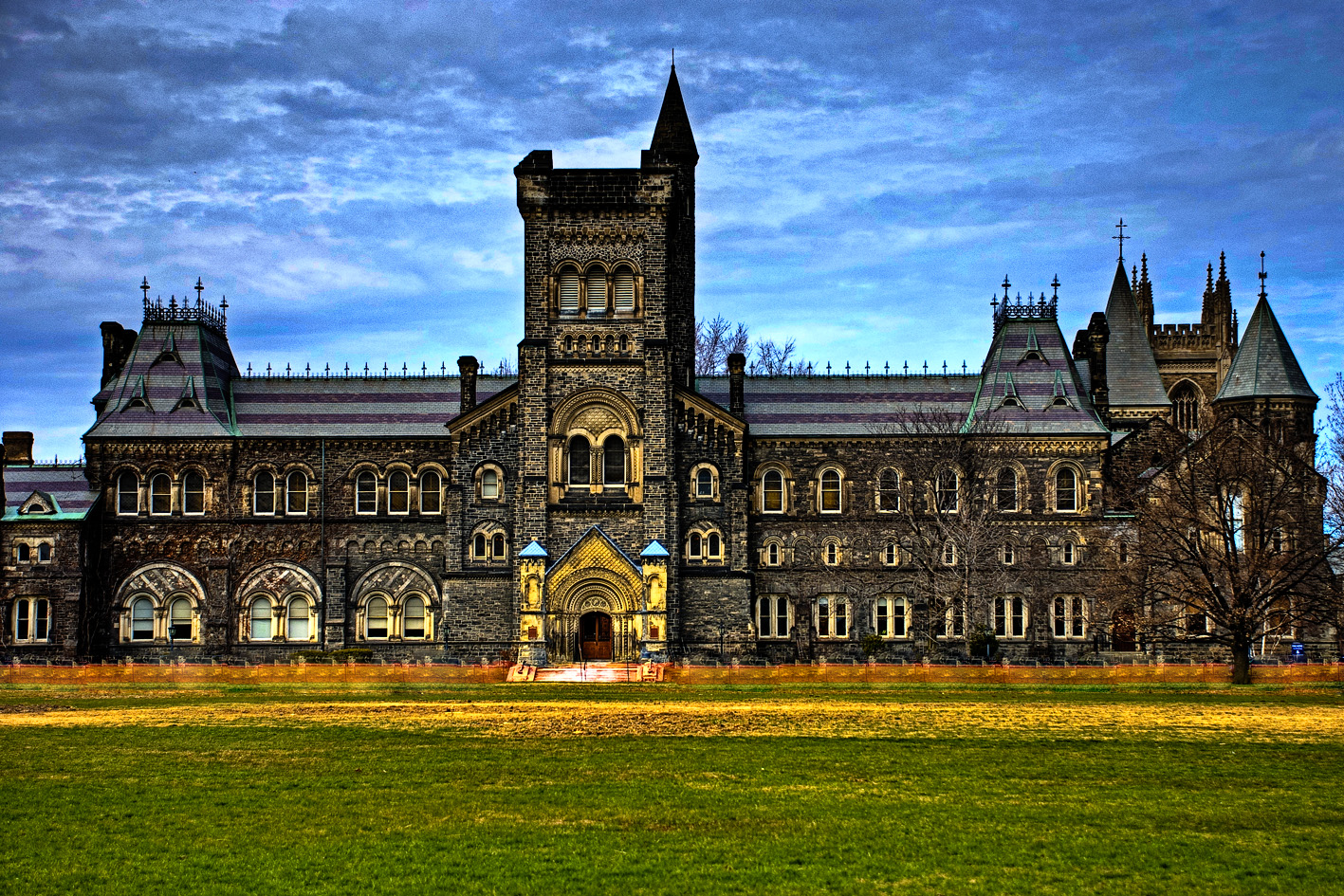
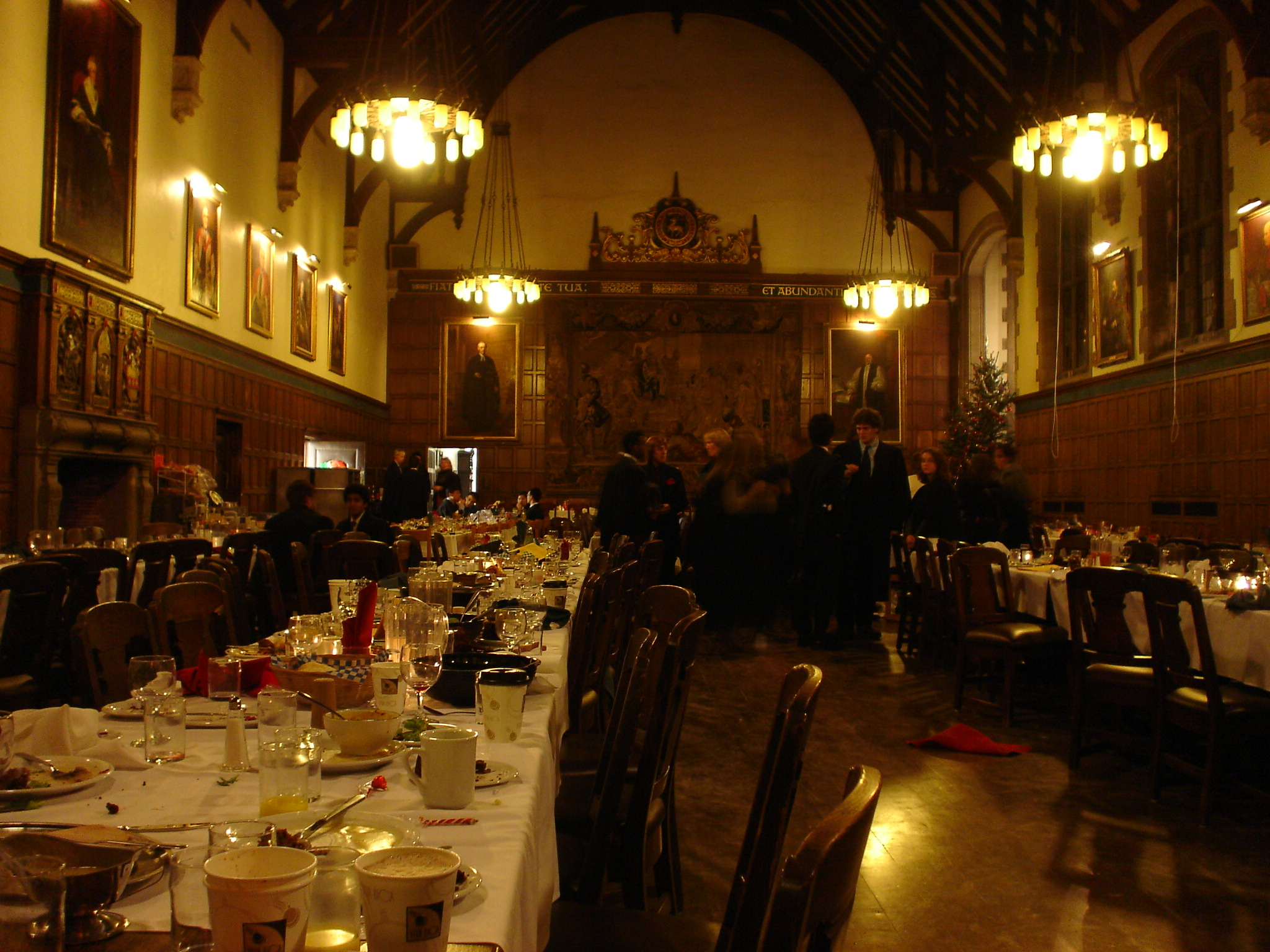
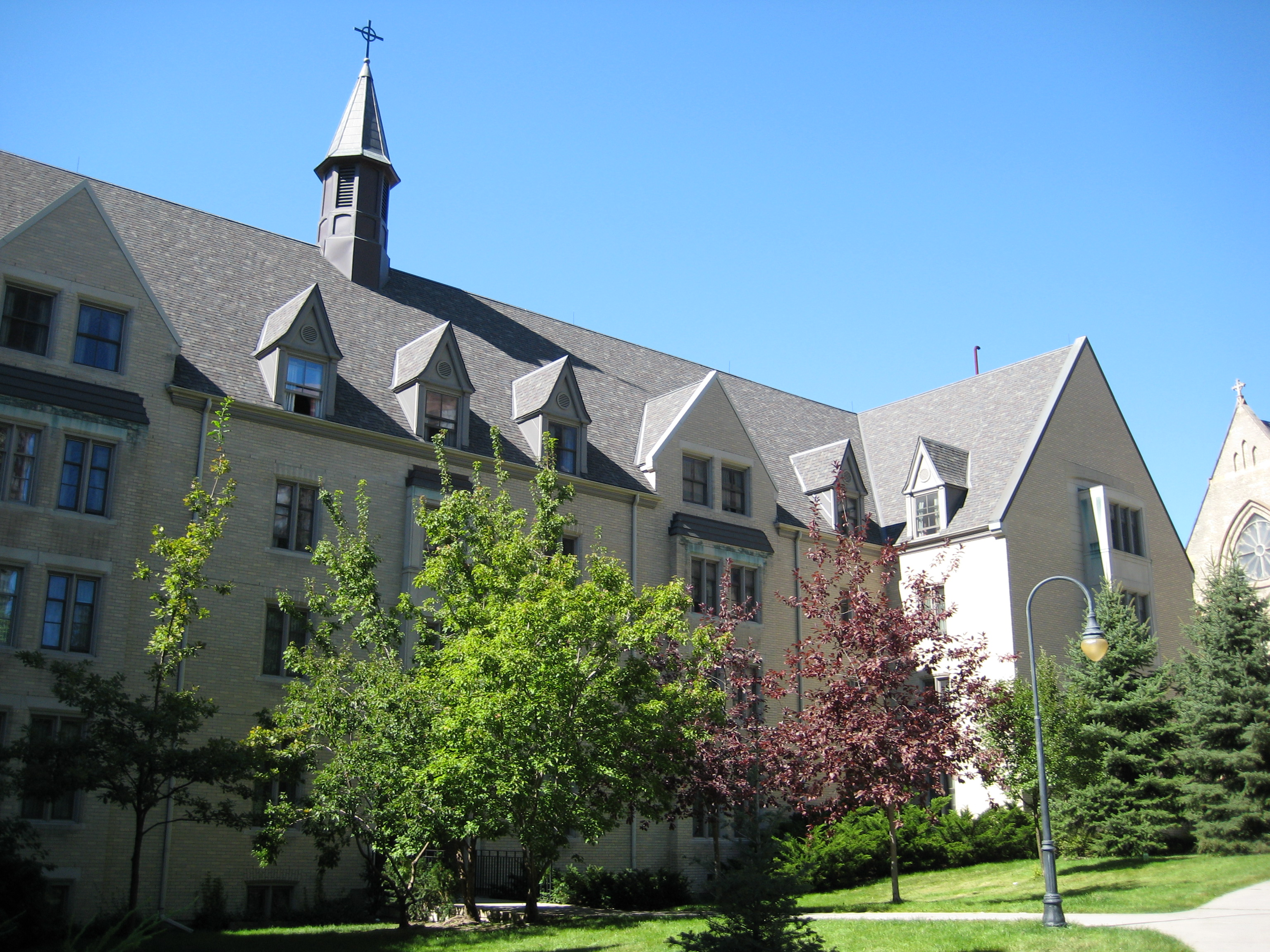
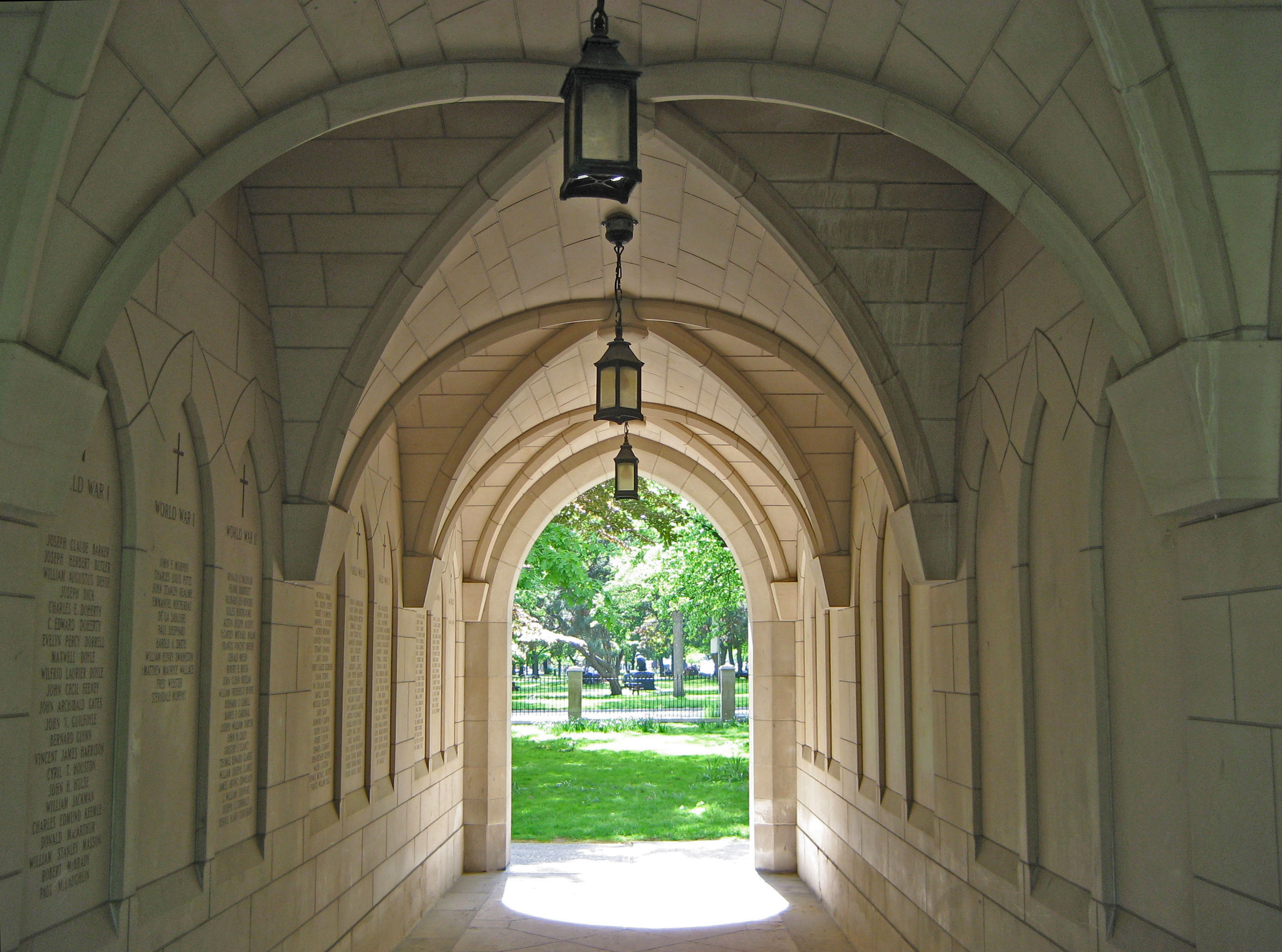
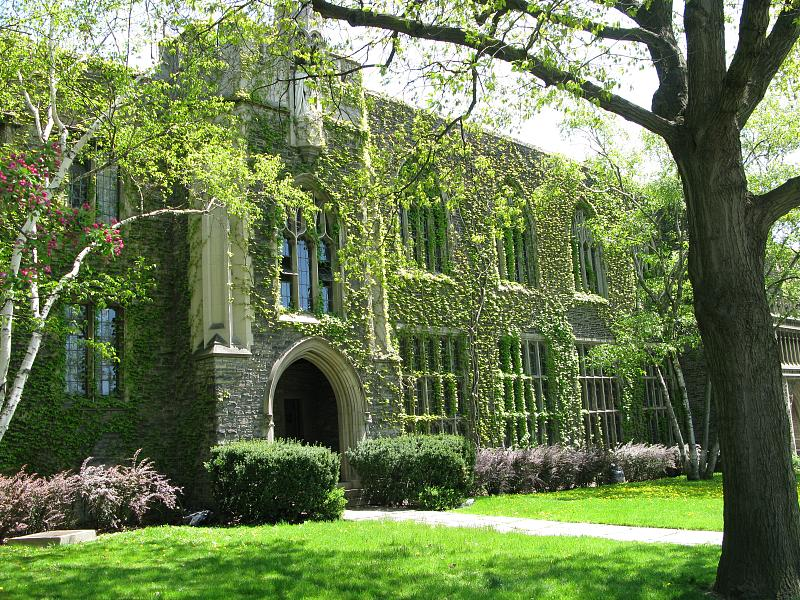
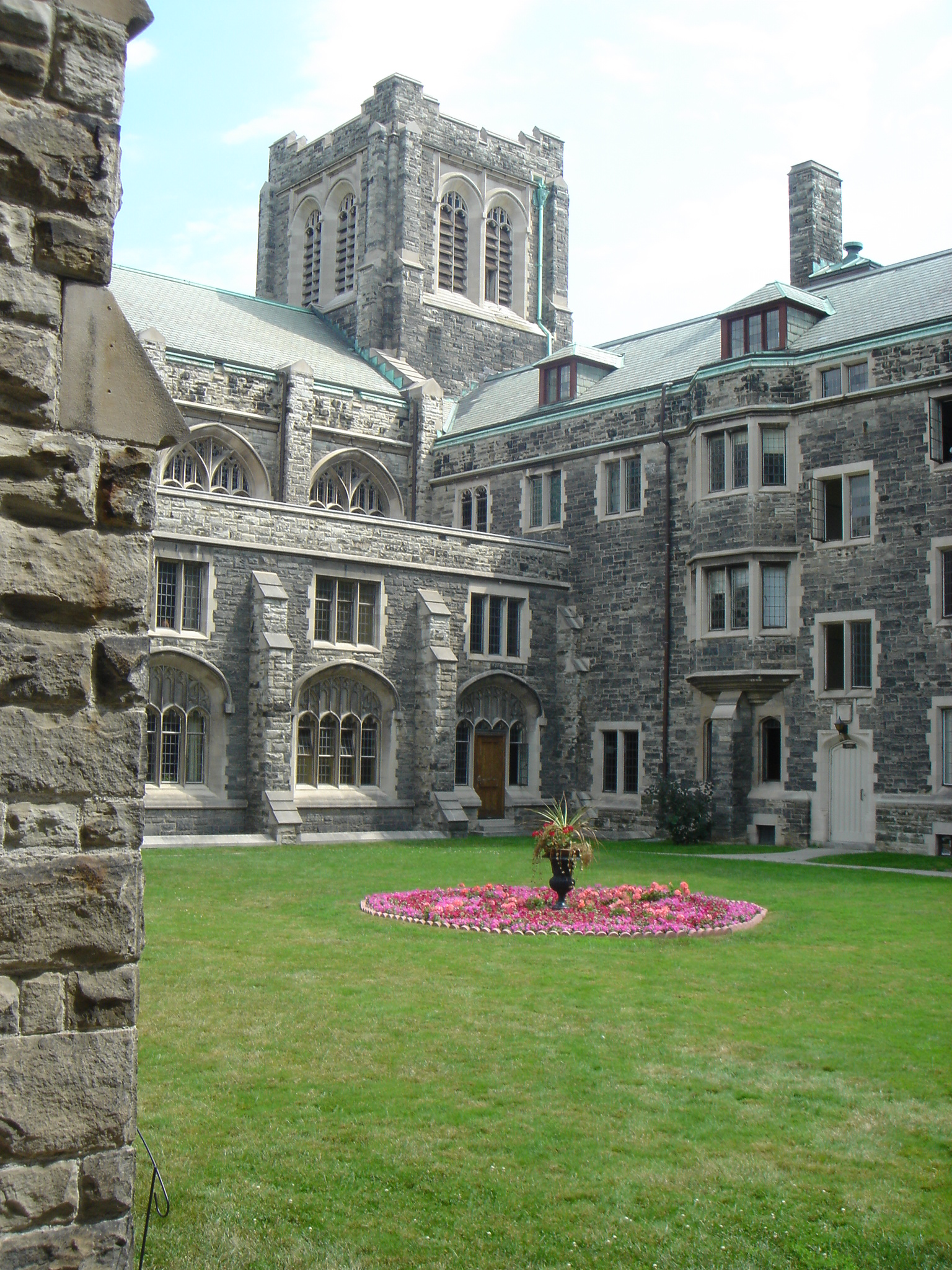
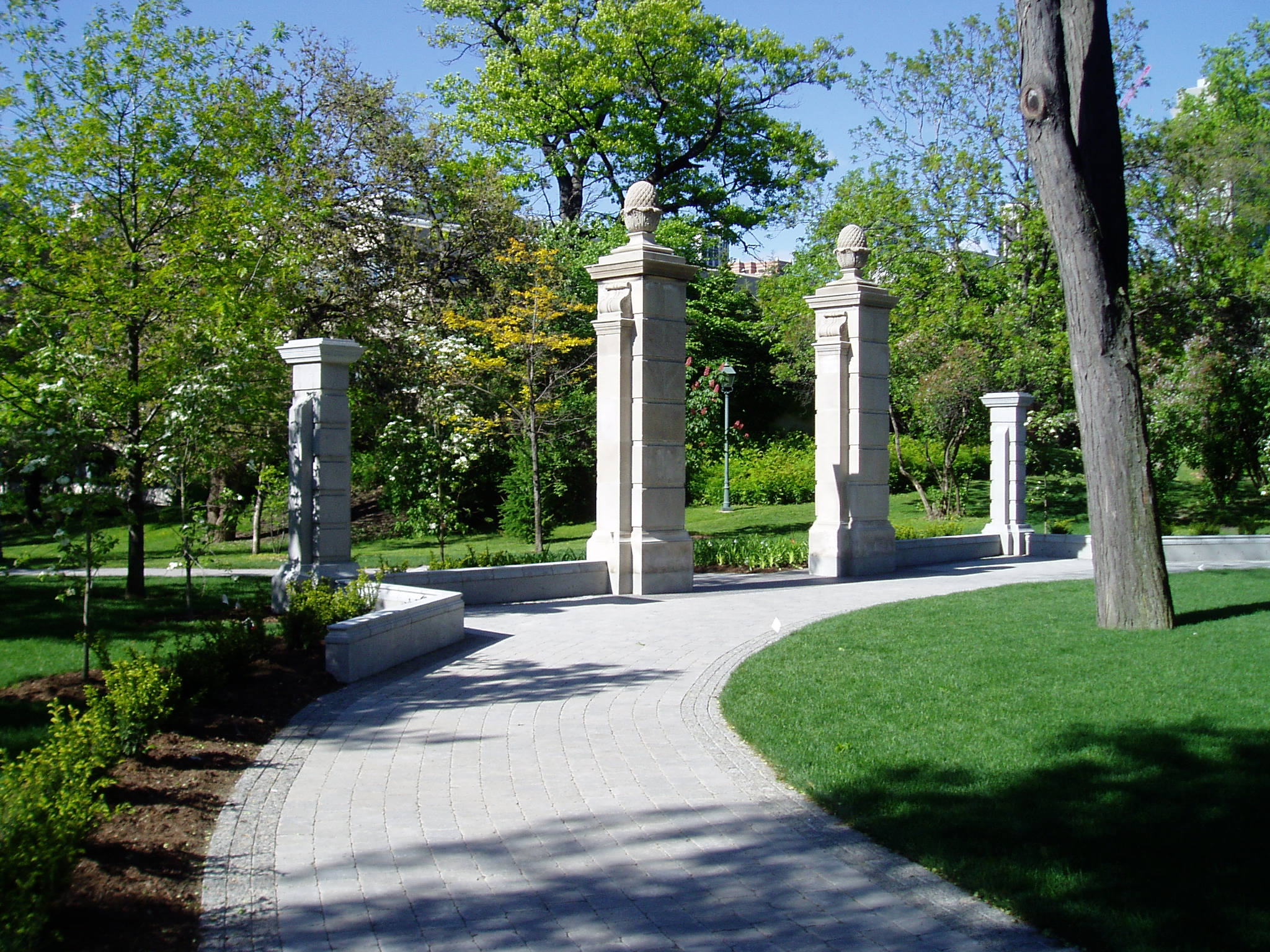
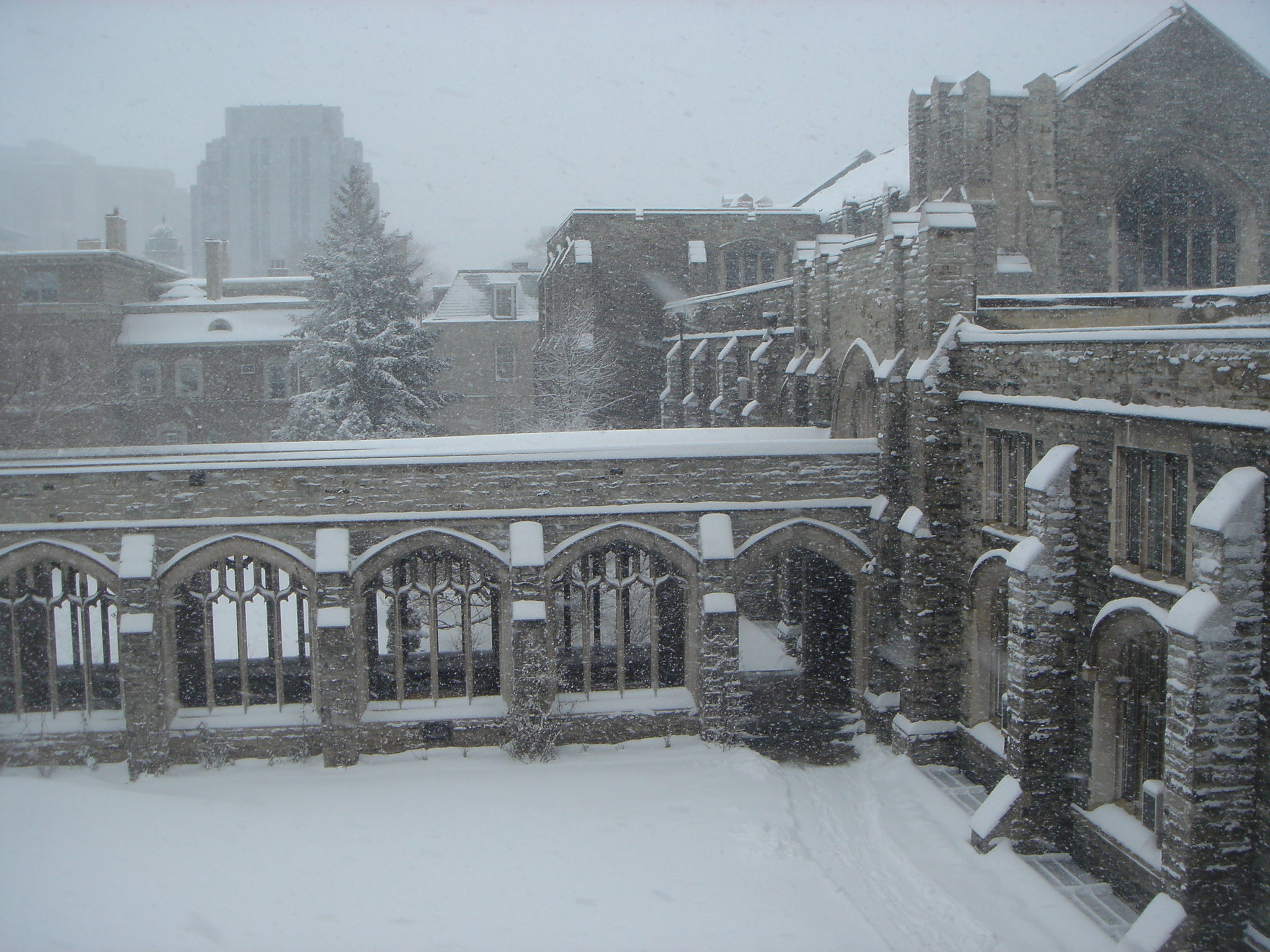
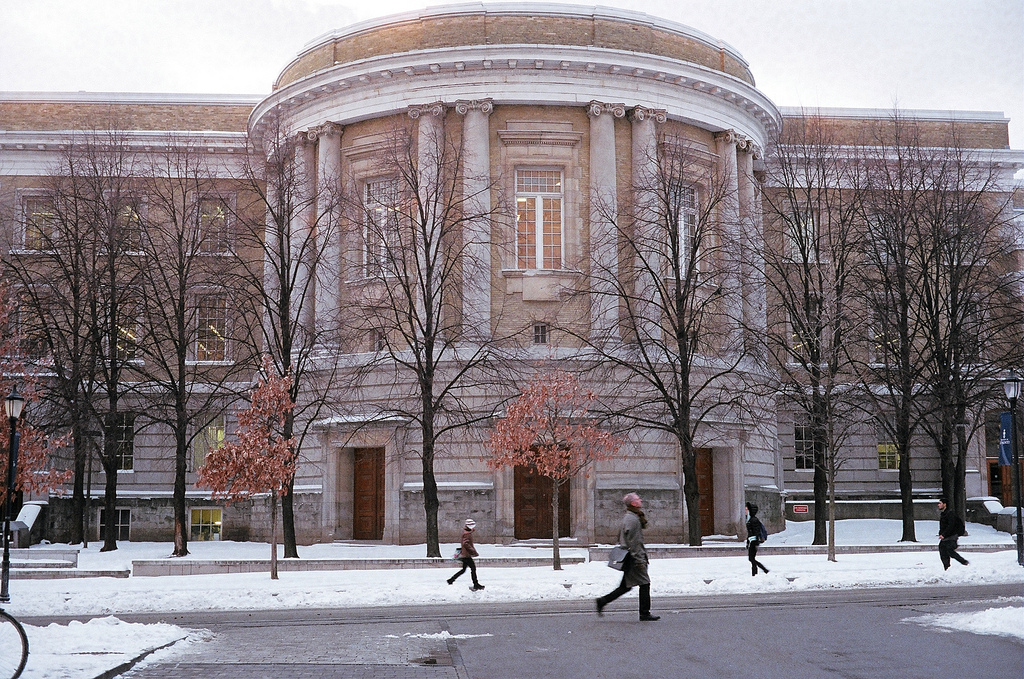
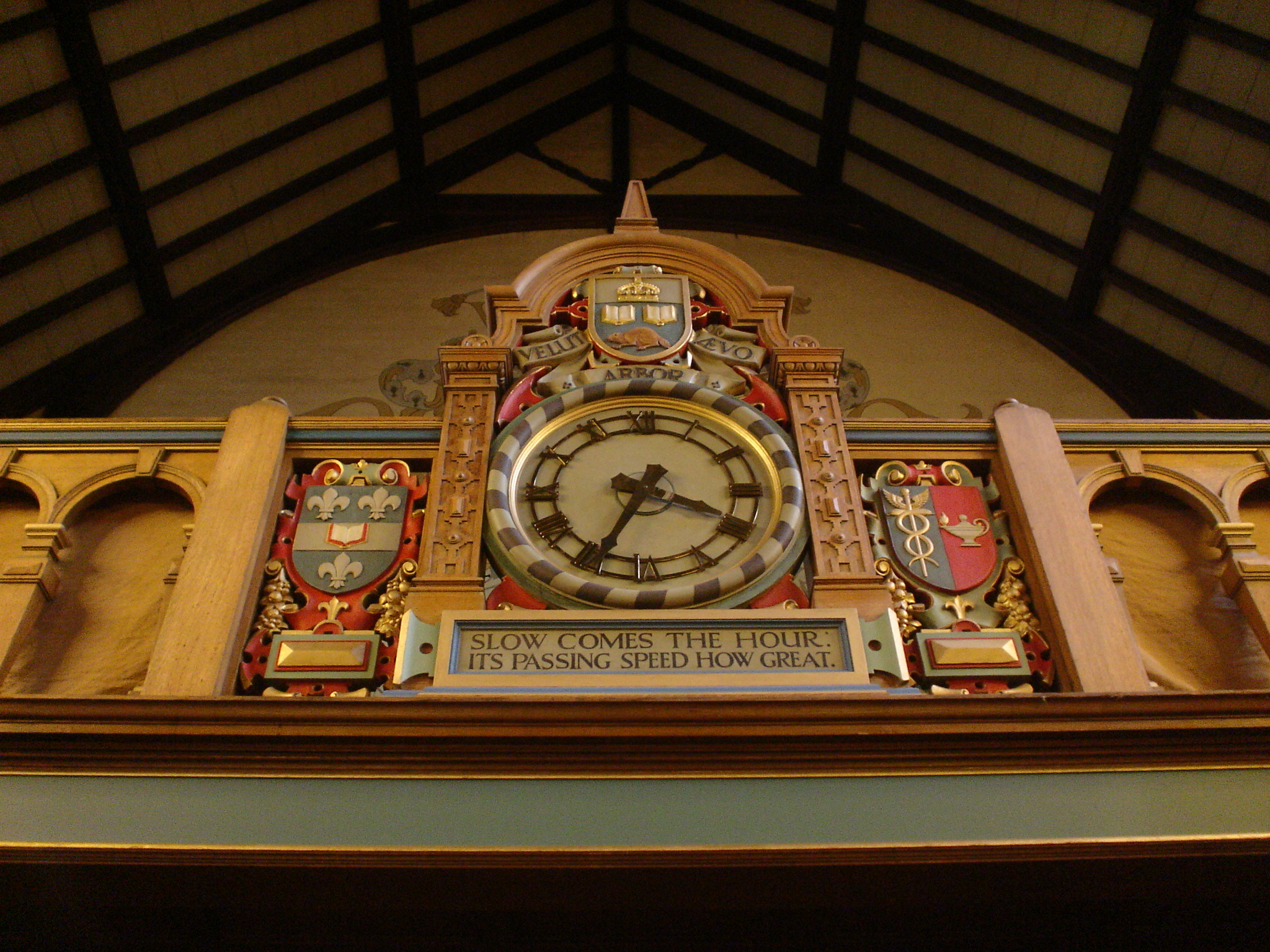